# Arrowsmith River
Arrowsmith River är ett vattendrag i Australien. Det ligger i delstaten Western Australia, omkring 270 kilometer norr om delstatshuvudstaden Perth.
Omgivningarna runt Arrowsmith River är i huvudsak ett öppet busklandskap. Trakten runt Arrowsmith River är nära nog obefolkad, med mindre än två invånare per kvadratkilometer. Genomsnittlig årsnederbörd är 488 millimeter. Den regnigaste månaden är juli, med i genomsnitt 88 mm nederbörd, och den torraste är februari, med 7 mm nederbörd.